# San Lorenzo in Damaso
San Lorenzo in Damaso és una basílica situada a Roma, al barri Parione, incorporada al palazzo della Cancelleria, a la plaça homònima. És una de les moltes esglésies romanes dedicades a Sant Llorenç (màrtir). La façana de l'església està inserida a la llarga façana del palau, a la dreta.

## Història
L'església és coneguda des de l'antiguitat tardana, des del sínode del papa Símmac (499), com a Titulus Damasi. Segons la tradició, San Lorenzo in Damaso va ser construït per primera vegada pel Papa Damas I a casa seva vers el 380.
Hi ha una cobla atribuïda al Papa Dàmas celebrant la construcció de l'església:
HAEC DAMASVS TIBI CHRISTE DEVS NOVA TECTA DICAVI
LAVRENTII SAEPTVS MARTYRIS AVXILIO.
Donato Bramante va modificar-la substancialment al final del segle xv per ordre del cardenal Raffaele Riario, durant la renovació de l'edifici adjacent del palau de la Cancelleria, donant-li una nova forma interna.
A principis del segle xix, sota el govern francès, va ser profanada. El 1820, per recomanació del Papa Pius VII, va ser restaurada per Giuseppe Valadier, rebent la disposició actual.
Es va fer necessària una restauració més després d'un incendi que va danyar la basílica en 1944.
L'església està construïda en un mithraeum romà; excavacions realitzades sota el pati del palau de la Cancelleria al 1988-1991 han posat de manifest els fonaments (segles IV i V) de la gran basílica fundada pel Papa Dàmas I, una de les esglésies més importants paleocristiana de Roma. També es va identificar un cementiri en ús del segle viii fins just abans de la construcció del palau. L'església primitiva va tenir com a característica especial una creu transversal situada darrere de l'absis, de manera que la basílica apareixia envoltada d'arcades.

## Interior

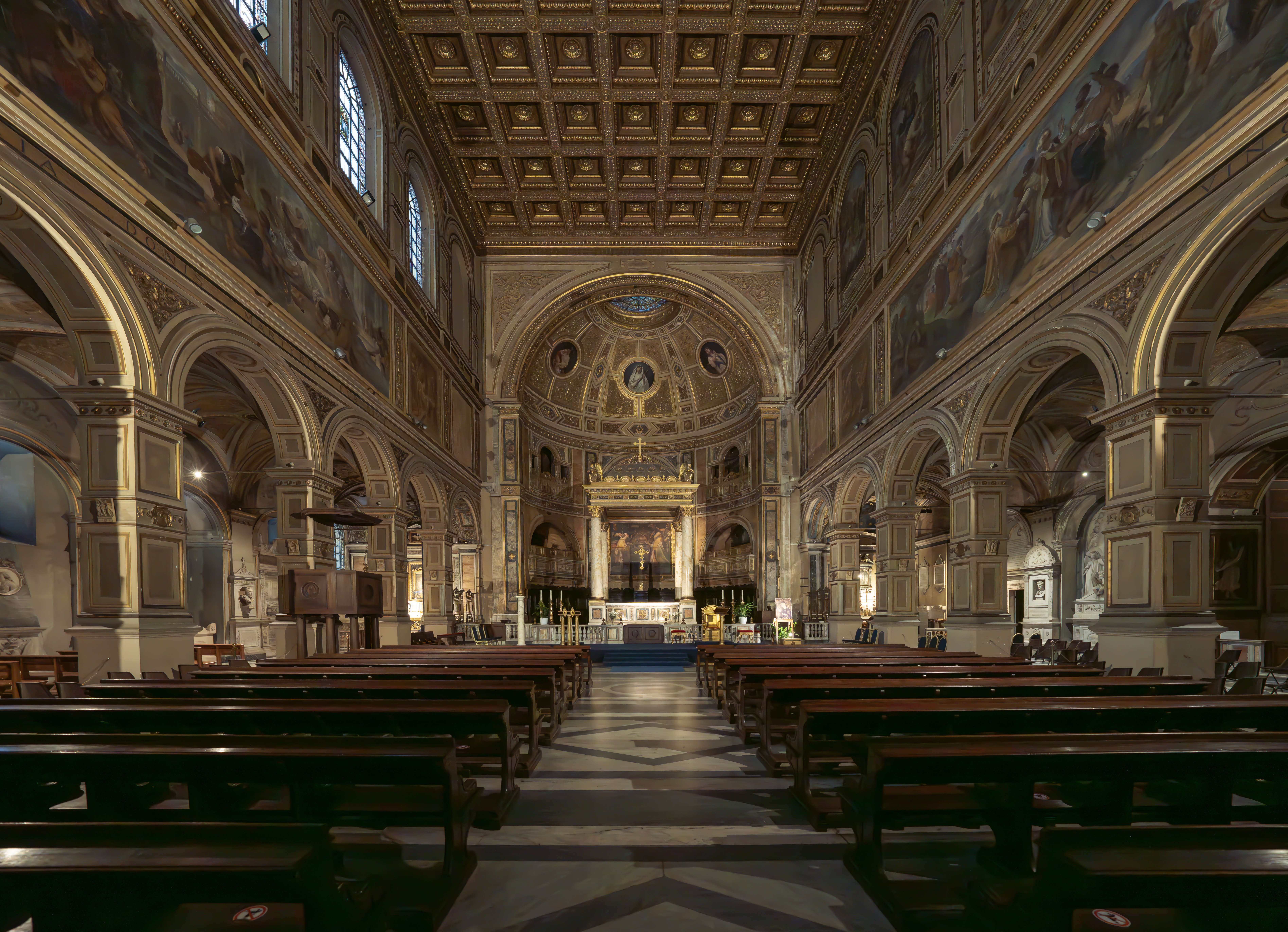
Interior de San Lorenzo in Damaso

Sobre l'altar major hi ha un oli de Federico Zuccaro; sota l'altar hi ha els cossos dels sants Papa Eutiquià i Damas. A l'esquerra hi ha una estàtua d'Hipòlit de Roma, una còpia de la qual es troba al Museu del Laterà.

### Vestíbuls
El portal és de Vignola. A la primera sala es troba la tomba de Alessandro Voltrini, un cubiculari del Papa Urbà VIII, obra de Bernini, mentre que en el segon portal hi ha una estàtua de Carles Borromeo obra de Stefano Maderno (1576-1636). Al vestíbul, a la dreta hi ha una capella dissenyada per Nicola Salvi, l'escultor de la fontana de Trevi, encarregada pel cardenal Tommaso Ruffo qui tenia el títol entre 1740 i 1753. Els frescos són de Corrado Giaquinto; la pintura de l'altar és obra de Sebastiano Conca. També al passadís, a l'esquerra es troba la capella del Sagrament, encarregat pel cardenal Pietro Ottoboni i pintada al fresc amb al·legories bíbliques d'Andrea Casali.

### Capelles
A la primera capella es troben els monuments del príncep Camillo Massimo i la seva dona, obres, respectivament de Filippo Gnaccarini (1804-1875) i Pietro Tenerani (1789-1869).
A la segona capella sempre a la dreta, a continuació de l'anterior, es troba la tomba de Pellegrino Rossi, el primer ministre del govern constitucional de Pius IX, que va ser assassinat en 1848 per Pietro Tenerani.
A la segona capella a l'esquerra es troba la tomba d'Annibal Caro, obra de Giovanni Antonio Dosio.
A la tercera està la tomba del cardenal Ludovico Scarampi, patriarca d'Aquilea. La tomba està adornada amb una estàtua jacent obra de Paolo Taccone.
La capella de la sagristia hi ha una Mare de Déu de Nicolo Circignani, conegut com il Pomarancio, i dues estàtues de plata de Ciro Ferri.
A la paret esquerra de la capella del Sagrat Cor de Jesús en agonia, en un quadre, es retrata l'arquitecte Vincenzo De Rossi Re (1834-1888), juntament amb altres persones mentre que presenten al Papa Lleó XIII els estatuts de la Pia Unió del Sagrat Cor de Jesús en agonia a la mateixa església, fundada el 1883.

## El títol cardenalici
El títol cardenalici de San Lorenzo nel Teatro Pompeio  va ser instituït pel Papa Evarist al voltant del 112 i va ser confirmat pel Papa Damas I, que se suposa que ocupà aquest títol de cardenal, el 366.
El títol va arribar a aparèixer en les llistes dels segles vi, vii i xii, quan finalment es va anomenar San Lorenzo in Damaso. D'acord amb el catàleg de Pietro Mallio, elaborat sota el pontificat del papa Alexandre III, el títol estava col·legiat a la basílica de Sant Pere i els seus sacerdots celebra missa al seu torn. Amb la butlla Etsi ad singula del 5 de juliol de 1532, el papa Climent VII va cedir a perpetuïtat aquest títol al vicecanceller de la Santa Església Romana, independentment del seu orde cardenalici (diaca, prevere o bisbe). Aquesta norma va estar vigent fins al 1973, quan el papa Pau VI va abolir el càrrec de vicecanceller

### Titulars
- Damas (? - 366)
- Bonifaci (vers 415 - 418)
- Prospero d'Aquitania (?) (432 ? - ?)
- Projettizio (494 o 492 - ?)
- Lorenzo (499 - 500)
- Specioso (o Specio) (500 ? - ?)
- Specioso (590 - ?)
- Epifanio (731 - abans del 745)
- Leone (abans del 745 - abans del 761)
- Marino (761 - ?)
- Leone (853 - ?)
- Adriano (875 - ?)
- Cristoforo (vers 900 - 903)
- Pietro (946 - abans del 964)
- Pietro (964 - abans del 993)
- Pietro (abans del 1012- vers 1027)
- Giovanni (1033 - abans del 1049)
- Leone (1049 - vers 1072)
- Riso (o Richo) (1088 - 1112)
- Adeodato (1116 – després de la primavera 1129 mort)[4]
  - Stefano Stornato (1130 - 1132, promogut a aquesta seu per l'antipapa Anaclet II, promoció anul·lada pel papa Innocenci II amb la submissió del mateix)
- Angelo (?) (1133 - 1138 ? mort)
- Yves, C.R.S.V., (27 de maig de 1138 - 1143 mort)
- Guido Moricotti (desembre de 1143 - vers 1150 mort)
- Nikolaus (1150 - 1151 ? mort)
- Giovanni Paparoni (o Paparo, o Paperone) (2 de març de 1151 - vers 1158 mort)
- Pietro di Miso (1165 - 1182 mort)
- Pedro de Cardona (desembre de 1181 - 16 de juny de 1183 mort)
  - Ottone (o Othon) (1172 - 1173) pseudocardenal de l'antipapa Calixt III
- Uberto Crivelli (agost de 1182 - 25 de novembre de 1185, nomenat papa amb el nom d'Urbà III)
- Pietro (12 de març de 1188 - 1190 mort)
- Pietro Collevaccino (1216 - 1217 nomenat cardenal bisbe de Sabina)
- Pietro Campano (o Campanus), O.S.B.Cas. (1216 - 1217 ? mort)
- Matteo d'Acquasparta, O.Min. (16 de maig de 1288 - 1291 nomenat cardenal bisbe de Porto e Santa Rufina)
- Francesco Ronci, O.Coel. (18 de setembre de 1294 - 13 d'octubre de 1294 mort)[5]
- Nicolas de Nonancour (o l'Aide) (després il 13 d'octubre de 1294 - 23 de setembre de 1299 mort)[5]
- Arnaud Nouvel (o Novelli), O.Cist., in commendam (25 de juliol de 1317 - 14 d'agost de 1317 mort)
- Hughes Roger, O.S.B.Clun. (20 de setembre de 1342 - 21 d'octubre de 1363 mort)
- Pierre de Banac (o de Chinac), O.S.B.Clun. (22 de setembre de 1368 - 7 d'octubre de 1369 mort)
- Pietro Corsini (7 de juny de 1370 - 1374 nomenat cardenal bisbe de Porto e Santa Rufina)
- Bartolomeo da Cogorno, O.Min. (21 de desembre de 1381 - de desembre de 1386 mort)
- Angelo Acciaioli el jove (20 de novembre de 1385 - 29 d'agost de 1397 nomenat cardenal bisbe de Òstia-Velletri)
  - Juan Martínez de Murillo, O.Cist., (22 de setembre de 1408 - de novembre de 1420 mort), pseudocardenal de l'antipapa Benet XIII
- Giordano Orsini (25 de març de 1409 - juny de 1412); in commendam (juny de 1412 - 29 de maig de 1438 mort)
- Vacante (1420 - 1440)
- Ludovico Scarampi-Mezzarota Trevisano (1 de juliol de 1440 - 7 de gener de 1465 nomenat cardenal bisbe d'Albano)
  - Aleksander Ziemowit (2 d'octubre de 1440 - 2 de juny de 1444 mort), pseudocardenal de l'antipapa Fèlix V
  - Lanzelot de Lusignan (1444 - ?), pseudocardenal nomenat de l'antipapa Fèlix V
- Juan de Mella (1465 - 12 d'octubre de 1467 mort)
- Vacante (1467 - 1480)
- Raffaele Sansoni Galeotti Riario, diaconia pro illa vice (5 de maig de 1480 - 29 de novembre de 1503); in commendam (29 de novembre de 1503 - 22 de juny de 1517 renuncià)
- Giulio de' Medici (6 de juliol de 1517 - 19 de novembre de 1523 elegit papa amb el nom de Climent VII
- Pompeo Colonna (o Pompeio) (11 de gener de 1524 - 28 de juny de 1532 mort); privat (1526 - 1527)
- Ippolito de' Medici (3 de juliol de 1532 - 10 d'agost de 1535 mort)
- Alessandro Farnese el jove, diaconia pro illa vice (13 d'agost de 1535 - 14 d'abril de 1564); (14 d'abril de 1564 - 12 de maig de 1564); in commendam (12 de maig de 1564 - 2 de març de 1589 mort)
- Alessandro Damasceni Peretti, diaconia pro illa vice diaconia (13 de març de 1589 - 30 de març de 1620); in commendam (30 de març de 1620 - 2 de juny de 1623 mort)
- Ludovico Ludovisi (7 de juny de 1623 - 18 de novembre de 1632 mort)
- Francesco Barberini el vell, diaconia pro illa vice (24 de novembre de 1632 - 14 de novembre de 1644); (14 de novembre de 1644 - 23 d'octubre de 1645); in commendam (23 d'octubre de 1645 - 10 de desembre de 1679 mort)
- Lorenzo Raggi (6 de febrer de 1679 - 8 de gener de 1680 nomenat cardenal bisbe de Palestrina)
- Vacante (1680 - 1689)
- Pietro Ottoboni, diaconia pro illa vice (14 de novembre de 1689 - 26 de juny de 1724); (26 de juny de 1724 - 29 de gener de 1725); in commendam (29 de gener de 1725 - 29 de febrer de 1740)
- Tommaso Ruffo, in commendam (29 d'agost de 1740 - 16 de febrer de 1753 mort)
- Girolamo Colonna di Sciarra, diaconia pro illa vice (12 de març de 1753 - 20 de setembre de 1756 nomenat cardenal diaca de Santi Cosma e Damiano)
- Alberico Archinto (20 de setembre de 1756 - 30 de setembre de 1758 mort)
- Carlo Rezzonico (22 de novembre de 1758 - 24 de gener de 1763 nomenat cardenal prevere de San Clemente)
- Henry Benedict Stuart, in commendam (14 de gener de 1763 - 13 de juliol de 1807 mort)
- Francesco Carafa della Spina di Traetto (3 d'agost de 1807 - 20 de setembre de 1818 mort)
- Giulio Maria della Somaglia, in commendam (2 d'octubre de 1818 - 2 d'abril de 1830 mort)
- Tommaso Arezzo, in commendam (5 de juliol de 1830 - 23 de febrer de 1833 mort)
- Carlo Odescalchi, in commendam (15 d'abril de 1833 - 19 de desembre de 1834 renuncià)
- Carlo Maria Pedicini, in commendam (19 de desembre de 1834 - 19 de novembre de 1843 mort)
- Tommaso Bernetti (22 de gener de 1844 - 21 de març de 1852 mort)
- Luigi Amat di San Filippo e Sorso, in commendam (27 de setembre de 1852 - 30 de març de 1878 mort)
- Antonio Saverio De Luca, in commendam (15 de juliol de 1878 - 28 de desembre de 1883 mort)
- Teodolfo Mertel (24 de març de 1884 - 11 de juliol de 1899 mort), mai no va ser ordenat prevere
- Lucido Maria Parocchi, in commendam (14 de desembre de 1899 - 15 de gener de 1903 mort)
- Antonio Agliardi (22 de juny de 1903 - 19 de març de 1915 mort)
- Ottavio Cagiano de Azevedo (6 de desembre de 1915 - 11 de juliol de 1927 mort)
- Andreas Frühwirth, O.P. (19 de desembre de 1927 - 9 de febrer de 1933 mort)
- Tommaso Pio Boggiani, O.P., in commendam (13 de març de 1933 - 26 de febrer de 1942 mort)
- Vacante (1942 - 1958)
- Celso Benigno Luigi Costantini (9 de juny de 1958 - 17 d'octubre de 1958 mort)
- Santiago Luis Copello (14 de desembre de 1959 - 9 de febrer de 1967 mort)
- Luigi Traglia (28 d'abril de 1969 - 15 de març de 1972 nomenat cardenal bisbe d'Albano)
- Narcís Jubany i Arnau (5 de març de 1973 - 26 de desembre de 1996 mort)
- Antonio María Rouco Varela, des del 21 de febrer de 1998